# 周防郁雄
周防 郁雄（すほう いくお、1941年〈昭和16年〉1月11日 - ）は、千葉県市原市出身の日本の芸能プロモーター。バーニングプロダクション創業者で相談役会長。
バーニングプロダクションの他、福家書店代表取締役社長、バンクス代表取締役、オフィスプロペラ取締役、ファーンウッド取締役を兼務する。
巨大芸能グループ「バーニング」グループのトップとして、また「芸能界のドン」として知られる。

## 経歴
- 1941年（昭和16年）、千葉県市原市に生誕。
- 1960年（昭和35年）、市川高等学校を卒業。
- 当時千葉県議会議員であった政治家・浜田幸一の運転手を経て、芸能プロダクション・新栄プロダクションに入社。住み込みで働きながら、北島三郎の運転手などを務めた。
- 1968年（昭和43年）、ホリプロダクション（ホリプロ）に転職。
- 1971年（昭和46年）、ホリプロダクションを退社し、自らの芸能事務所 「国際プロダクション」を設立。同社はその後、所属歌手第1号であった本郷直樹のデビュー曲 『燃える恋人（1971年発売）』にちなんで、「バーニングプロダクション」と改称。郷ひろみや石野真子、小泉今日子、細川たかし、加藤雅也、藤原紀香ら輩出し、芸能界における絶対的権力を掌握し、動向を左右する存在になった[3]。
- 1973年（昭和48年）、バーニングパブリッシャーズを設立し、音楽著作権ビジネスに進出。
- 1994年（平成6年）、バンクスを設立し、外食産業ビジネスに進出。
- 2024年（令和6年）、脳梗塞のため、バーニングプロダクション代表取締役社長職を退任し、「相談役会長」に就任[4]。

## 人物
芸能界で絶対的な権力を誇り、容易に所属タレントのスキャンダルを揉み消せると言われている。
現在大手芸能事務所であるアミューズには、現在の会長である大里洋吉と資金を折半して設立しており、大里に原田真二やサザンオールスターズを紹介し、サザンオールスターズの「いとしのエリー」までの版権をバーニングパブリッシャーズが持つなど設立初期の頃には深く関わり、周防はバーニングのグループ企業と認識していた。現在は特に関係はないようで、周防は「株式上場したときにも何の挨拶もなかった」「運営資金は返してもらっていない」と話している。
2000年、藤あや子と共に警視庁幹部を接待していたことがサンデー毎日に報道された。
2013年、右翼団体とのトラブルが報道された。
趣味はゴルフ。

## 家族
戸籍上は離婚しているが、進美恵子（元妻）とは現在も内縁関係にある。
実子で長男の周防彰悟（音楽プロデューサー、レーシングドライバー）はバーニングプロダクション代表取締役、バーニングパブリッシャーズ代表取締役。進亮（周防亮）は、Grickの代表取締役社長。